# Parlamentswahl in Malta 2022
- PL: 44
- PN: 35

Die Parlamentswahl in Malta fand am 26. März 2022, wenige Monate vor Ende der Amtszeit des 2017 gewählten Parlaments statt. Dabei gewann die Partit Laburista mit Premierminister Robert Abela mit ca. 55 Prozent der Stimmen die Wahl deutlich.

## Wahlsystem
Die Mitglieder des Parlaments werden in 13 Wahlkreisen mit je fünf Sitzen durch übertragbare Einzelstimmen gewählt. Die Kandidaten, die die Hagenbach-Bischoff-Quote im ersten Wahlgang erreichen, sind gewählt, und die überschüssigen Stimmen werden auf die übrigen Kandidaten übertragen, die gewählt werden, wenn sie den Quotienten erreichen. Die Kandidaten auf den hinteren Plätzen scheiden dann einzeln aus, und ihre Präferenzen werden auf andere Kandidaten übertragen, die gewählt werden, wenn sie den Quotienten erreichen, bis alle fünf Sitze besetzt sind.
Gewinnen nur zwei Parteien Mandate und entspricht die Sitzverteilung im Parlament nicht einer proportionalen Sitzverteilung nach dem Ergebnis der Erstpräferenzen, werden der unterrepräsentierten Partei so viele zusätzliche Sitze zugeteilt, bis das Verhältnis erreicht ist.
Gegenüber der Parlamentswahl 2017 gab es zwei wesentliche Neuerungen beim Wahlrecht: Zum einen wurde das Wahlalter auf 16 gesenkt, zum zweiten gibt es einen Ausgleichsmechanismus zum Geschlechterproporz: Sind nur zwei Parteien im Parlament vertreten und macht ein Geschlecht weniger als 40 Prozent der Mitglieder aus, so erhalten beide Parteien in gleicher Zahl so viele zusätzliche Mandate, die nur mit Personen des unterrepräsentierten Geschlechtes besetzt werden, bis die 40 Prozent erreicht sind, maximal jedoch je 6.

## Parteien

### Ausgangslage
- PL: 37
- PD: 2
- PN: 28

Die Parlamentswahlen 2017 hatte die Partit Laburista (PL) unter Premierminister Joseph Muscat deutlich gewonnen; sie verfügte im Repräsentantenhaus über 37 Sitze (wobei sie im Juni 2020 durch den Ausschluss von Konrad Mizzi ein Mandat verlor), die Partit Nazzjonalista (PN) über 28 und die Partit Demokratiku, die auf den Listen der PN angetreten war, über 2; kleinere Parteien und unabhängige Kandidaten spielten keine Rolle. Bei der Europawahl 2019 schnitt die PL vergleichbar, die PN schlechter im Vergleich zur Wahl 2017 ab, verschiedene Kleinstparteien erreichten mit zusammen rund 8 Prozent ein für Malta hohes Ergebnis.
Im Dezember 2019 kündigte Premierminister Muscat seinen Rücktritt an. Auslöser war die Festnahme des Unternehmers Yorgen Fenech wegen des Verdachts, Auftraggeber des Mordes an Daphne Caruana Galizia im Oktober 2017 gewesen zu sein, die zu Korruption auf Malta und dabei speziell auch zu Premierminister Muscat und seinem Umfeld recherchiert hatte, aber auch Oppositionsführer Adrian Delia Verwicklung in kriminelle Machenschaften vorgeworfen hatte. Fenech wiederum beschuldigte Keith Schembri, den Stabschef von Muscat, den Mord geplant zu haben. Dies führte zu Massenprotesten, in denen sich die seit 2017 schwelende Kritik an Muscat und anderen Regierungspolitikern über die mangelhafte Aufklärung des Attentats an Caruana Galizia und die vermuteten Verstrickungen in Korruption und Schwarzgeldgeschäfte zuspitzte. Zum Nachfolger Muscats wählte die Partit Laburista Robert Abela, der erst seit 2017 dem Parlament angehörte, als Sohn des früheren Staatspräsidenten George Abela aber der politischen Elite des Landes entstammt; er trat das Amt des Premierministers am 13. Januar 2020 an.
Auch auf Seiten der oppositionellen Partit Nazzjonalista gab es Führungswechsel: Zunächst übernahm Adrian Delia den Parteivorsitz von dem nach der Parlamentswahl 2017 zurückgetretenen Simon Busuttil. 2020 unterlag Delia bei einer Vorsitzwahl Bernard Grech, der bis dahin dem Parlament nicht angehört hatte.
Bei den kleinen Parteien fusionierten im Oktober 2020 die Alternattiva Demokratika und die im Parlament vertretene Partit Demokratiku zur ADPD unter Führung von Carmel Cacopardo. Die neue Partei positioniert sich als grüne Partei.
Neben den im Parlament vertretenen Parteien stellten drei weitere Parteien Kandidaten für die Wahlen auf:
- Volt Malta[12] (Sozialliberalismus)
- ABBA[13] (Gesellschaftspolitischer Konservatismus)
- Partit Popolari (Rechtspopulismus)

Daneben traten 4 unabhängige Kandidaten an. Die beiden 2017 angetretenen Kleinparteien Alleanza Bidla (Konservatismus) und Moviment Patrijotti Maltin (Rechtspopulismus) stellten dagegen keine Kandidaten auf.

### Parteivorsitzende der antretenden Parteien
| Partei:                 |                                |                  |                      |                                           |                                                                                          |
| Partit Laburista (PL)   | Partit Nazzjonalista (PN)      | ADPD             | Partit Popolari (PP) | Volt Malta (Volt)                         | ABBA                                                                                     |
| Parteiführer/in:        |                                |                  |                      |                                           |                                                                                          |
|                         |                                |                  |                      |                                           |                                                                                          |
| Robert Abela            | Bernard Grech                  | Carmel Cacopardo | Paul Salomone        | Arnas Lasys Alexia DeBono                 | Ivan Grech Mintoff                                                                       |
| Politische Ausrichtung: |                                |                  |                      |                                           |                                                                                          |
| sozialdemokratisch      | christdemokratisch konservativ | Grüne Politik    | rechtspopulistisch   | Europäischer Föderalismus Progressivismus | Gesellschaftspolitischer Konservatismus Christliche Rechte Christlicher Fundamentalismus |

## Ergebnisse
Die Partit Laburista konnte ihren dritten Wahlsieg in Folge erzielen. In Stimmenanteilen vergrößerte sich ihr Vorsprung gegenüber der Partit Nazzjonalista geringfügig, in Mandaten baute sie ihn auf neun aus, wobei die PN zwei Ausgleichsmandate erhielt; beide Parteien erhielten jeweils das Maximum von sechs zusätzlichen Mandaten für den Ausgleich des Geschlechterverhältnisses. Durch die stark gesunkene Wahlbeteiligung verloren beide großen Parteien deutlich an Stimmen, obwohl die Zahl der Wahlberechtigten – auch aufgrund des abgesenkten Wahlalters – deutlich stieg. Etwas größere Bewegungen gab es auf niedrigem Niveau bei den kleineren Parteien; sie alle blieben aber von Mandatsgewinnen weit entfernt, die ADPD verlor die beiden Mandate, die die PD 2017 im Wahlbündnis mit der PN gewonnen hatte.

Parlamentswahl in Malta 2022 – Resultat nach Wahlkreis

| Partei             | Partei                    | Stimmen a | Prozent der gültigen Stimmen | ±         | Prozent der Wahlberechtigten | Sitze b | %        | ±     |
| ------------------ | ------------------------- | --------- | ---------------------------- | --------- | ---------------------------- | ------- | -------- | ----- |
|                    | Partit Laburista (PL)     | 162.707   | 55,11 %                      | ▲0,07 %   | 45,82 %                      | 44      | 56,72 %  | ▲ 7   |
|                    | Partit Nazzjonalista (PN) | 123.233   | 41,74 %                      | ▼0,38 %   | 34,71 %                      | 35      | 43,28 %  | ▲ 7   |
|                    | ADPD                      | 4.747     | 1,61 %                       | ▼0,78 % c | 1,34 %                       | 0       | 0,00 %   | ▼ 2 c |
|                    | Partit Popolari (PP)      | 1.533     | 0,52 %                       | Neu       | 0,43 %                       | 0       | 0,00 %   | Neu   |
|                    | ABBA                      | 1.364     | 0,46 %                       | ▲0,39 % d | 0,38 %                       | 0       | 0,00 %   | ▬ d   |
|                    | Volt                      | 382       | 0,13 %                       | Neu       | 0,11 %                       | 0       | 0,00 %   | Neu   |
|                    | Unabhängige               | 1.282     | 0,43 %                       | ▲0,41 %   | 0,36 %                       | 0       | 0,00 %   | ▬     |
| Gesamt             | Gesamt                    | 295.248   | 100,00 %                     |           | 83,15 %                      | 79      | 100,00 % | ▲ 12  |
|                    |                           |           |                              |           |                              |         |          |       |
| Gültige Stimmen    | Gültige Stimmen           | 295.248   | 97,11 %                      | ▼ 1,61 %  | 83,15 %                      |         |          |       |
| Ungültige Stimmen  | Ungültige Stimmen         | 8.802     | 2,89 %                       | ▲ 1,61 %  | 2,48 %                       |         |          |       |
| Abgegebene Stimmen | Abgegebene Stimmen        | 304.050   | 100,00 %                     |           | 85,63 %                      |         |          |       |
| Wahlberechtigte    | Wahlberechtigte           | 355.075   |                              |           | 100,00 %                     |         |          |       |